# Gendarmerie royale hongroise
Pour les articles homonymes, voir Gendarmerie (homonymie).
La Gendarmerie royale (en hongrois : Királyi csendőrség) est établie en Hongrie au milieu du XIXe siècle, inspirée de la gendarmerie française, par la Lombardie et l'Autriche dans le bassin des Carpates.
Ce sont les Habsbourg qui imposent la gendarmerie en Hongrie : un décret de l'empereur du 18 janvier 1850 règle l'organisation, le budget et la composition des effectifs de ce nouveau corps de 16 régiments dont 6 pour les provinces hongroises. Cette gendarmerie « fait partie de l'armée impériale et royale ». Elle est chargée de « maintenir la sécurité, la tranquillité et l'ordre public ». 
À partir de 1866, des structures nouvelles telles la police royale hongroise, les douanes ou la police royale hongroise des frontières furent créées. 
L'anarchie se développant, l'assemblée législative hongroise rétablit, en 1881, la gendarmerie.
La gendarmerie royale hongroise fonctionnait sur des bases proches de celles de la gendarmerie française. Le recrutement, la formation, l'organisation, la gestion du personnel, l'administration, le commandement, le contrôle du service relevaient du ministre de la défense, l'emploi du ministre de l'intérieur.
Le comte Gyula Andrássy, ancien ministre de l'intérieur, qui avait largement contribué à mettre sur pied la Gendarmerie Royale Hongroise la présentait comme « l'un des ornements et l'une des créations les plus réussies de Hongrie ».
La gendarmerie hongroise a été dissoute en 1945. En raison de sa participation active à la déportation des Juifs de Hongrie, elle n'a jamais été recréée depuis. Son rétablissement fait néanmoins partie du programme du Jobbik.